# Saravát
Saravát (arabsky: جبال السروات, anglicky: Sarawat Mountains, česky také Džibál as-Saravát) je rozsáhlý horský systém rozkládající se na území Saúdské Arábie a Jemenu.

## Geografická charakteristika

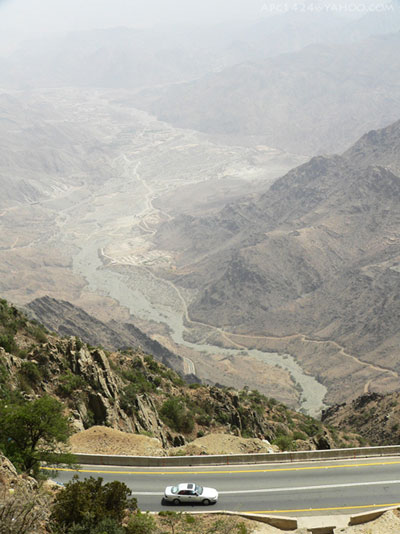
Část horské silnice Al-Baha

Rozkládá se podél pobřeží Rudého moře od Akabského zálivu u hranic s Jordánskem až k jihozápadnímu cípu Arabského poloostrova v délce asi 2100 kilometrů a šířce okolo 200 kilometrů. Pobřeží Rudého moře je od Saravátu odděleno horkou suchou pouští zvanou Tiháma.
Severní část horského systému tvoří pohoří Hidžáz o délce asi tisíc kilometrů. Nejvyšší vrcholem je Džabal al-Lawz s 2 580 metry. Střední část, jižně od Mekky, tvoří pohoří Asír. Nejvyšším vrcholem této části i celé Saúdské Arábie je Džabal Saudá. Na jihu poloostrova se nacházejí Jemenské hory. Tato oblast tvoří nejvyšší část pohoří a nalezneme zde všechny vrcholy nad 3 000 metrů, včetně nejvyšší hory Nabí Šu'ajb s nadmořskou výškou 3 666 metrů.

## Osídlení
Oblast Saravátu vždy poskytovala vhodnější podmínky pro osídlení než okolní suché pouště. V místech s vyšší nadmořskou výškou a větším objemem ročních srážek se proto soustřeďovala značná část populace západní části Arabského poloostrova. Horské provincie Saúdské Arábie i Jemenu proto patří mezi místa s nejvyšší hustotou zalidnění v porovnání s ostatními částmi obou zemí. Mezi nejvýznamnější města patří například Mekka, Medína, Abhá nebo Saná.

## Fotogalerie

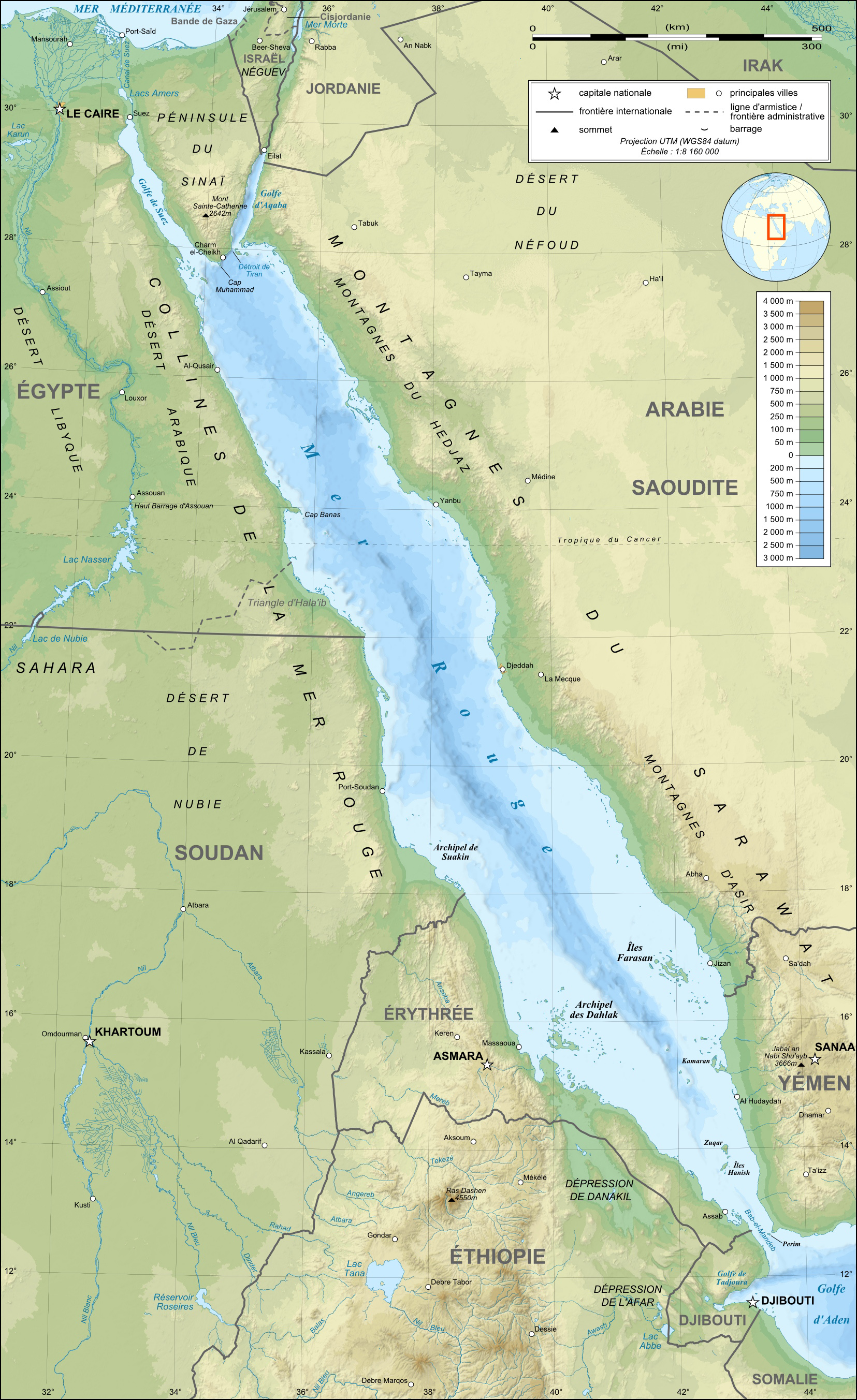
Mapa pohoří a oblasti okolí Rudého moře
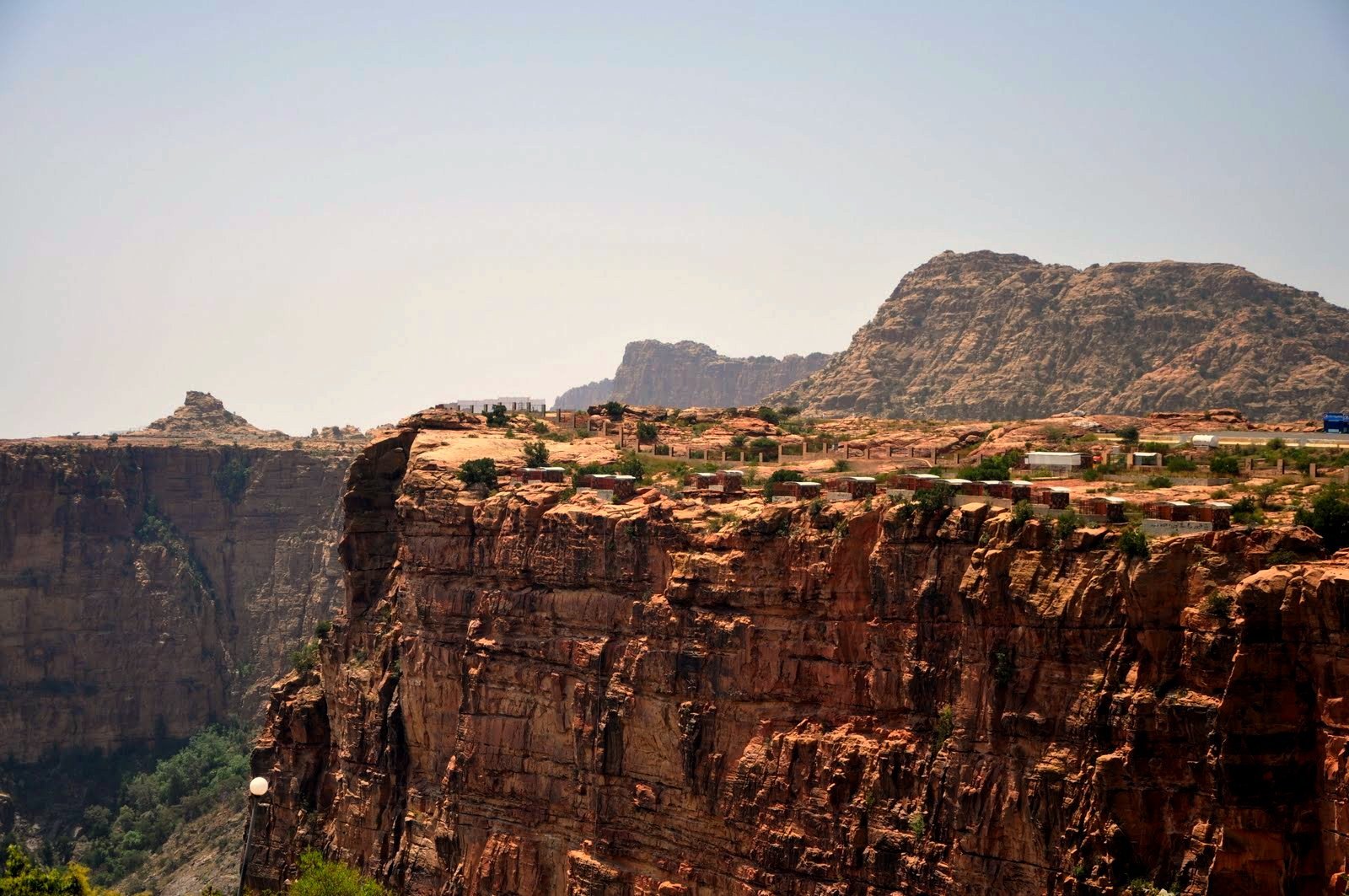
Údolí Habala nedaleko města Abha v pohoří Asír
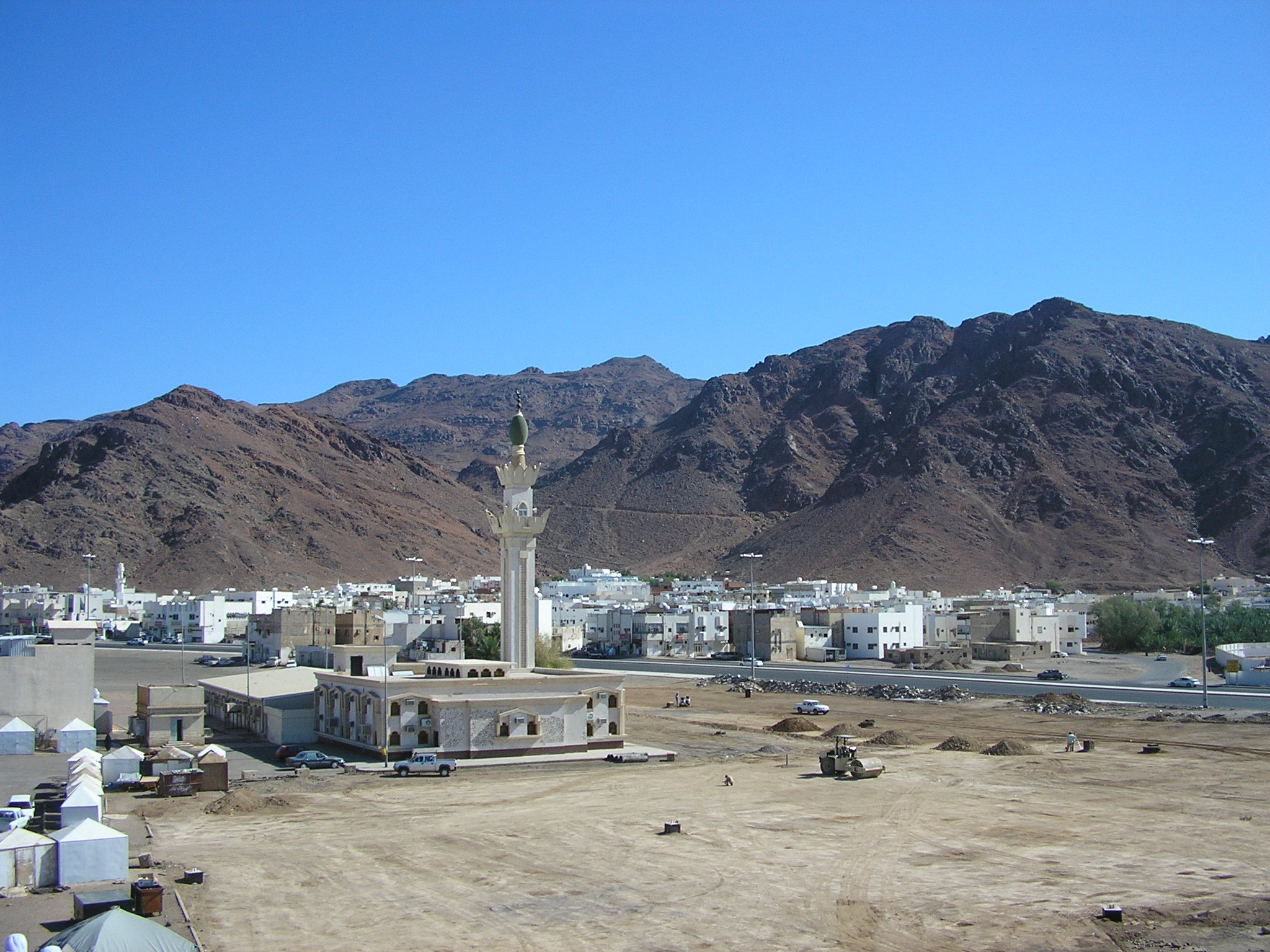
Hora Uhud v pohoří Hidžáz, severně od Medíny
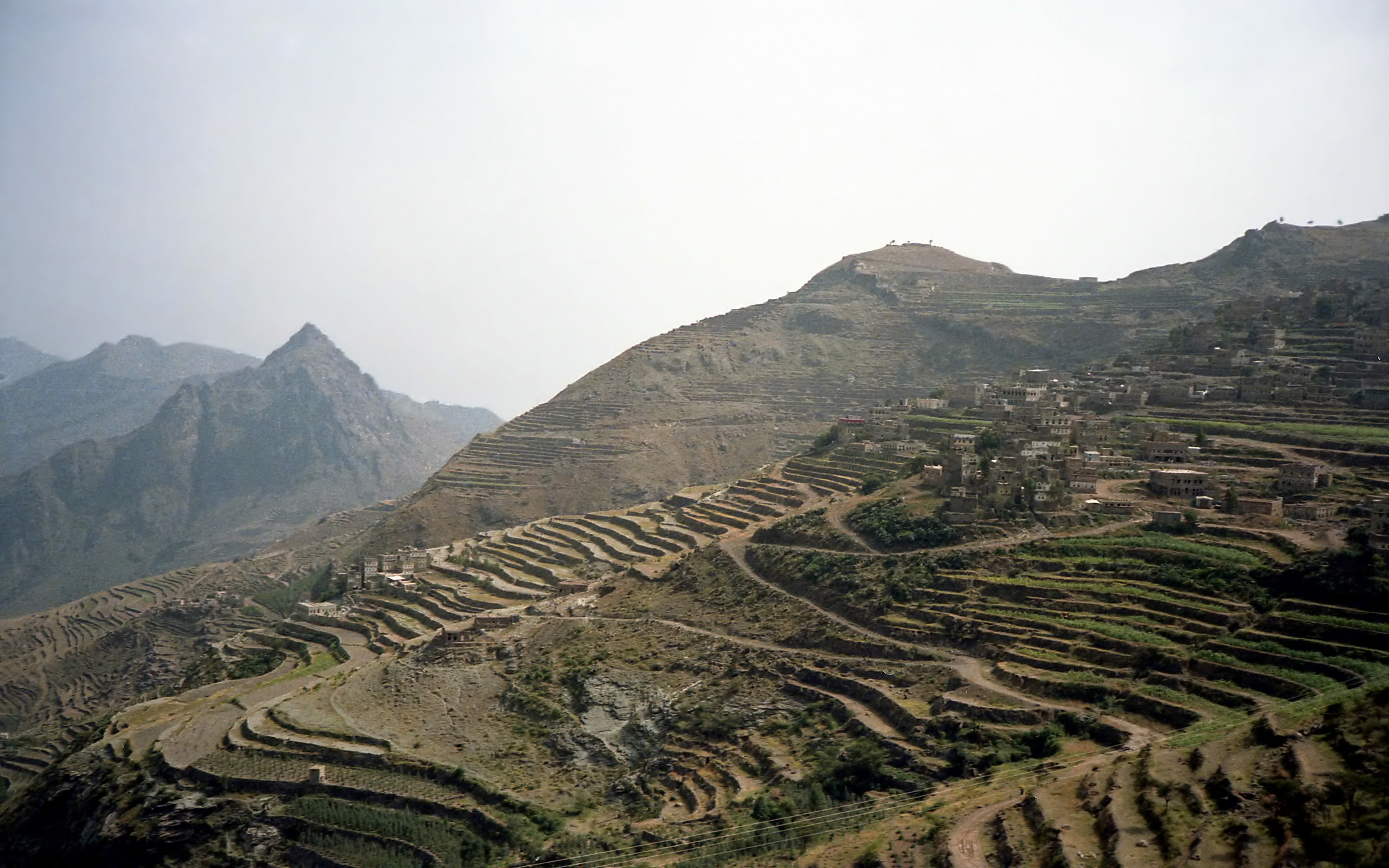
Jemenské hory v severní části Jemenu
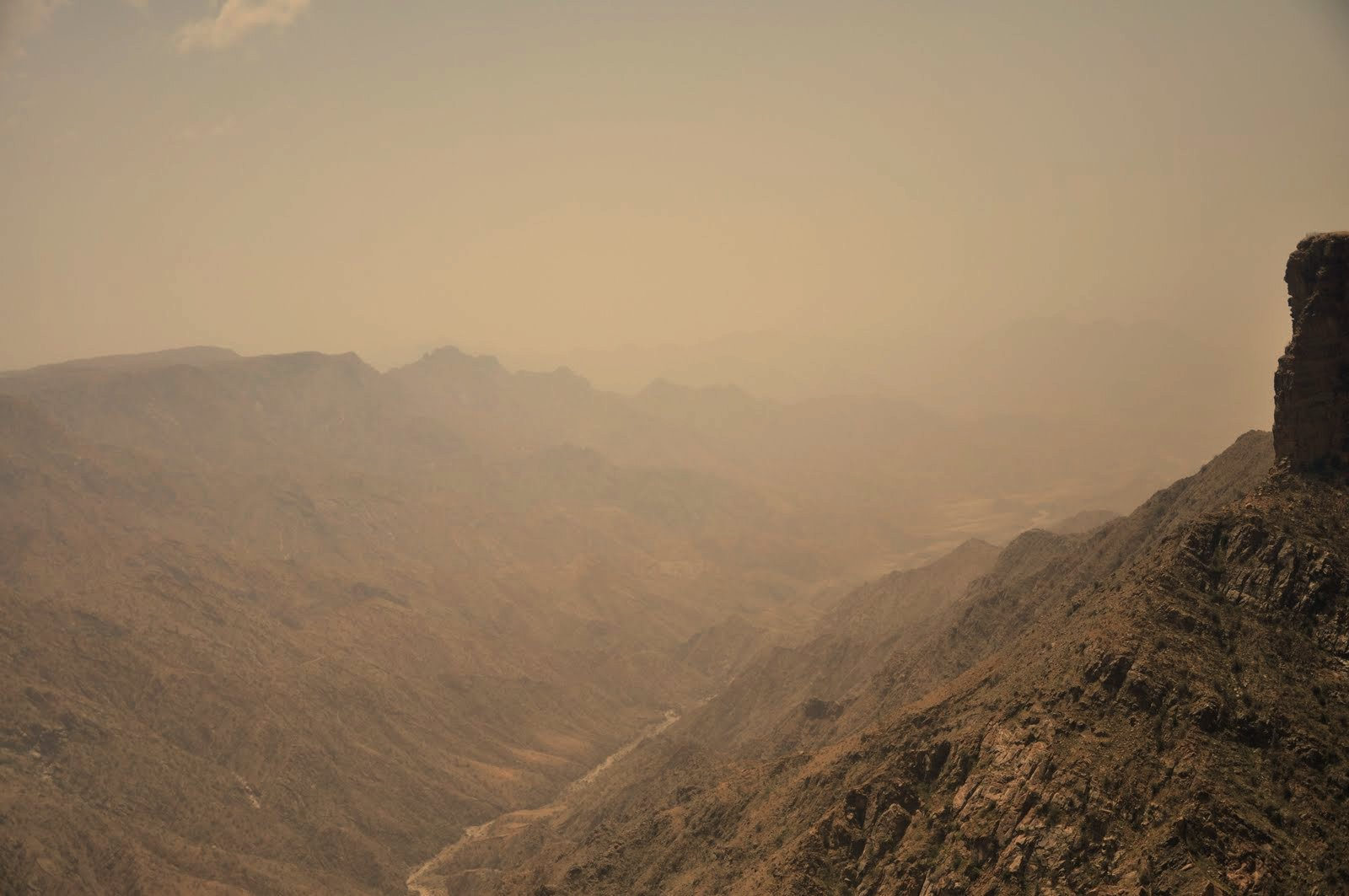
Údolí Habala v pohoří Asír